# Sakra
Sakra (łac. sacra r.ż. od sacer „święty”) – święcenia duchowne w kościołach chrześcijańskich. Termin ten najczęściej dotyczy święceń biskupich. Niegdyś sakrę nadawano nowo wybranym królom, w formie namaszczenia na stanowisko.

## Proces nadania sakry biskupiej w Kościele rzymskokatolickim
W Kościele rzymskokatolickim kapłan mianowany przez Stolicę Apostolską na biskupa otrzymuje sakrę biskupią w ciągu 3 miesięcy od dostania potwierdzenia na piśmie. Bez takiego potwierdzenia żaden biskup nie ma prawa przekazać sakry. Obrzęd wyświęcenia na biskupa odbywa się zazwyczaj w katedrze. 
Obrzęd święceń:
- Hymn do Ducha Świętego;
- przedstawienie biskupa-elekta;
- przyrzeczenia biskupie;
- litania błagalna;
- nałożenie rąk na elekta;
- modlitwa święceń;
- namaszczenie głowy;
- przekazanie Księgi Ewangelii i insygniów.

## Proces nadania sakry biskupiej w Kościołach starokatolickich
W Kościołach starokatolickich biskupem może zostać każdy kapłan wybrany na demokratycznym synodzie, spośród wszystkich księży Kościoła, większością głosów. Obrzęd wyświęcenia na biskupa odbywa się zazwyczaj w katedrze. Podczas Litanii do Wszystkich Świętych biskup elekt leży krzyżem przed ołtarzem. Po litanii następuje modlitwa konsekracyjna i nałożenie rąk na głowę przyszłego biskupa przez konsekrującego, współkonsekrujących i biskupów obecnych na uroczystości. Biskupi Kościołów zrzeszonych w Unii Utrechckiej wyświęcani są najczęściej przez ich zwierzchników w katedrze biskupów starokatolickich w Utrechcie (Holandia).